# Сарышка (приток Зилима)
Сары́шка (баш. Һарыш) — река в России, протекает по Белорецкому и Гафурийскому районам Республики Башкортостан. Длина реки составляет 16 км.
Начинается в межгорной котловине между хребтами Зильмердак и Малый Зильмердак. Течёт на юг. Затем пересекает Малый Зильмердак и направляется на юго-запад. Устье реки находится в 169 км по правому берегу реки Зилим на высоте 324,4 метра над уровнем моря. На всём протяжении долина реки поросла лесом.
Основные притоки — Тюбенгейкайны (пр), Тюбенгеомболы (пр).

## Данные водного реестра
По данным государственного водного реестра России относится к Камскому бассейновому округу, водохозяйственный участок реки — Белая от города Стерлитамак до водомерного поста у села Охлебино, без реки Сим, речной подбассейн реки — Белая. Речной бассейн реки — Кама.
Код объекта в государственном водном реестре — 10010200712111100018746.